# 港島中町
港島中町（みなとじまなかまち）は、兵庫県神戸市中央区の町名の一つで、人工島ポートアイランドの中央部に位置する住宅・商業・工業地域である。一〜八丁目がある。

## 地理

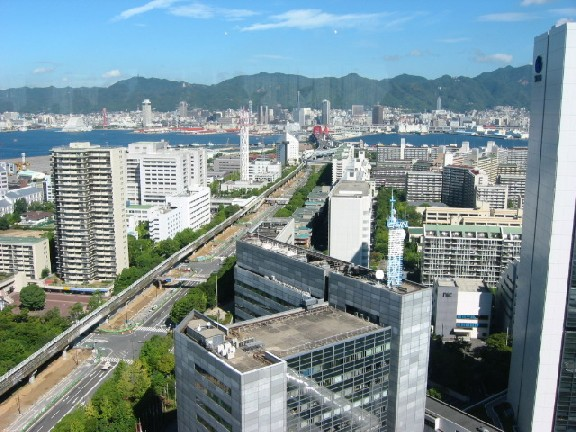
神戸ポートピアホテルから望む三宮・メリケンパーク・六甲山方面の遠景。手前には神戸国際交流会館が見える。

港島中町は神戸市中央区の南の沖に浮かぶ人工島ポートアイランドの中央部にあたり、西と北と東を港島に、南を港島南町に接し、また南西端でわずかに海に面している。一〜八丁目があり、北部が一丁目、中北部東寄りが二丁目、中北部中央が三丁目、中北部西寄りが四丁目、中南部西寄りが五丁目、中南部中央が六丁目、中南部東寄りが七丁目、南部が八丁目である。
集合住宅や商業ビルが立ち並び、用途地域としては住宅地域・商業地域・準工業地域・工業地域が存在する。

### 施設

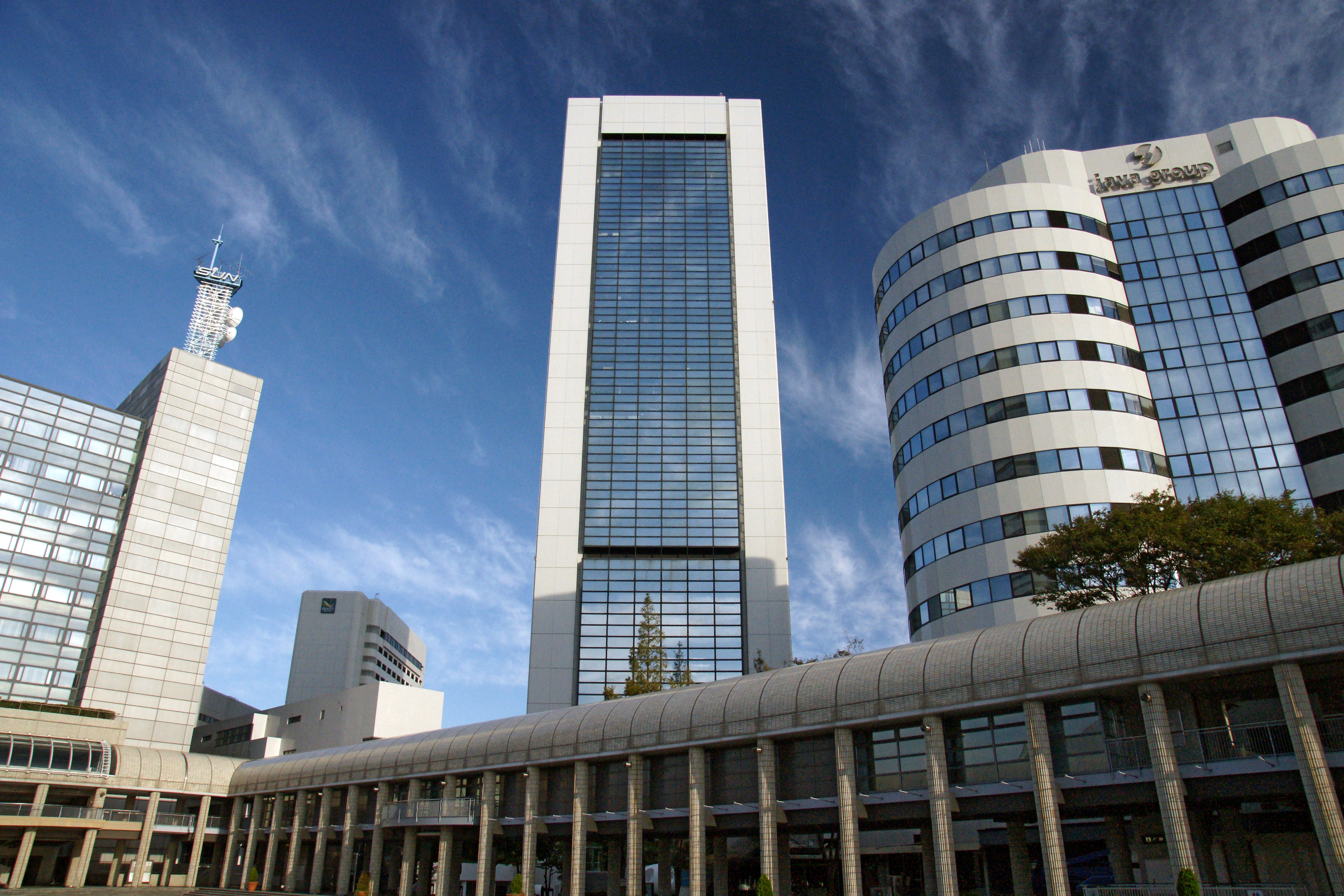
ワールド本社ビル

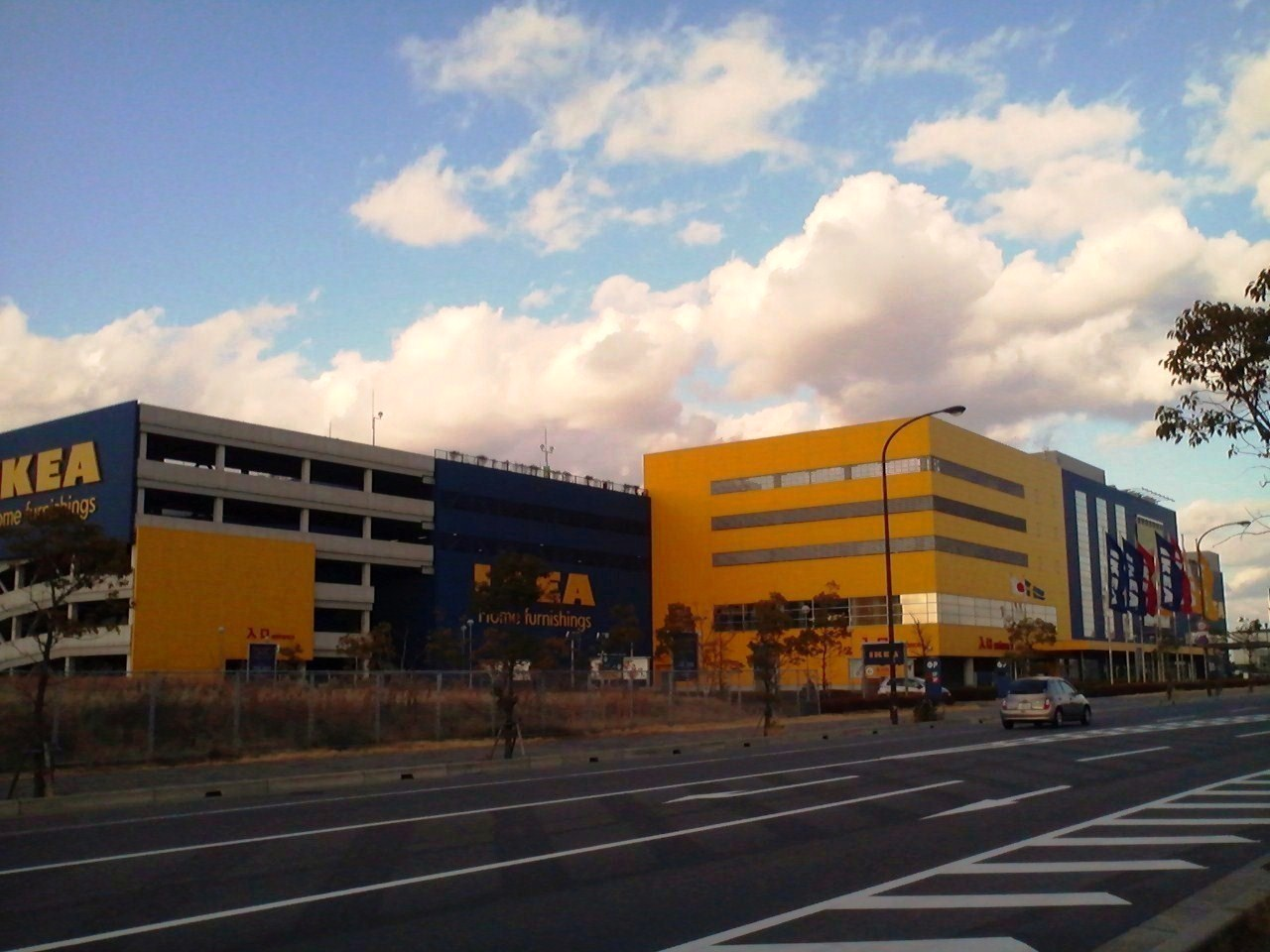
IKEA神戸。この大型家具店は神戸ポートピアランドの跡地に建設されている。

ポートアイランド内の各所と神戸空港と三宮とを神戸新交通ポートアイランド線（ポートライナー）が結んでおり、港島中町には6つの駅がある。
町内の施設は、一丁目にみなとじま会館（閉館）と中公園が、二丁目に神戸新交通北埠頭駅、ポートアイランド税関出張所、神戸港島中町郵便局、雇用促進住宅、市営港島住宅、神戸船用品センター、神戸大学留学生会館、神戸市立港島児童館・神戸市立港島老人いこいの家、港町東児童公園および港島学園グラウンドが、三丁目には神戸市立義務教育学校港島学園、神戸市立港島幼稚園、港島児童公園、ポートピア保育園および公団ポートアイランド住宅、四丁目に神戸新交通中公園駅、ポートアイランド交番、ポートアイランドビル、兵庫県立健康生活科学研究所生活科学総合センター、NTT西日本三宮電話局港島別館、神戸新交通みなとじま駅、一般財団法人神戸マリナーズ厚生会ポートアイランド病院および神戸市環境保健研究所が、六丁目にワールド本社、神戸新交通市民広場駅、神戸市立ポートアイランドスポーツセンター、神戸ポートアイランドホール（ワールド記念ホール）、神戸コンベンションコンプレックス（神戸国際展示場、神戸国際交流会館（神戸国際会議場、サンテレビジョン、神戸国際観光コンベンション協会））、神戸ポートピアホテル、市民広場および神戸パークシティー内郵便局が、七丁目に神戸市立青少年科学館と神戸新交通中埠頭駅が、八丁目に南公園、IKEA神戸、神戸新交通南公園駅、市建設局中央水環境センターポートアイランド処理場および市環境局港島クリーンセンターがある。
六〜七丁目のファッションタウンにはファッション関連企業が誘致されており、ジャヴァグループ、ワールド、アシックス、シャルレといったアパレル企業、TASAKIや大月真珠といった真珠メーカー、洋菓子会社のユーハイム、UCC上島珈琲などのオフィスビル・工場・店舗が立ち並んでいる。

## 歴史

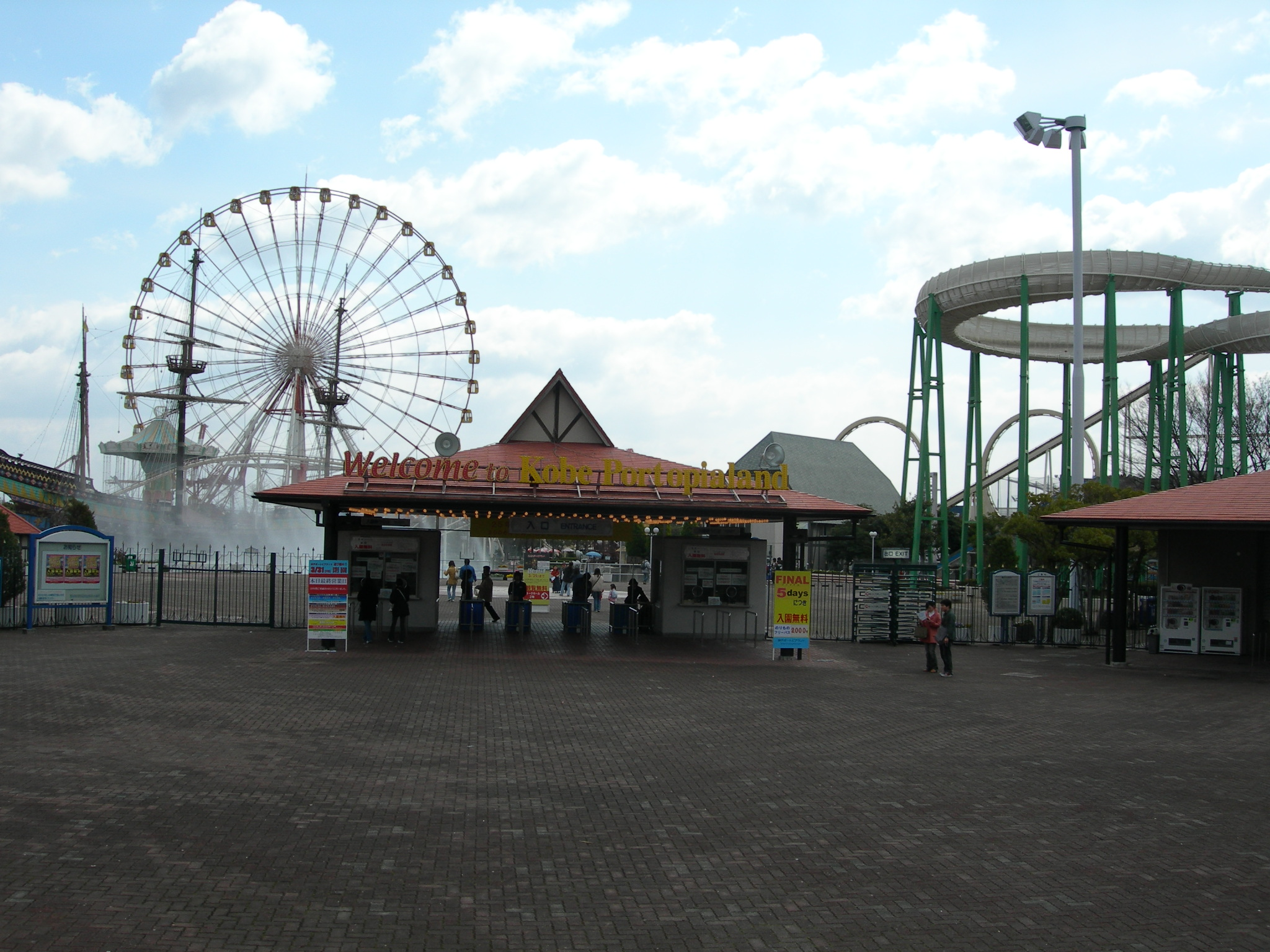
ありし日の神戸ポートピアランド。

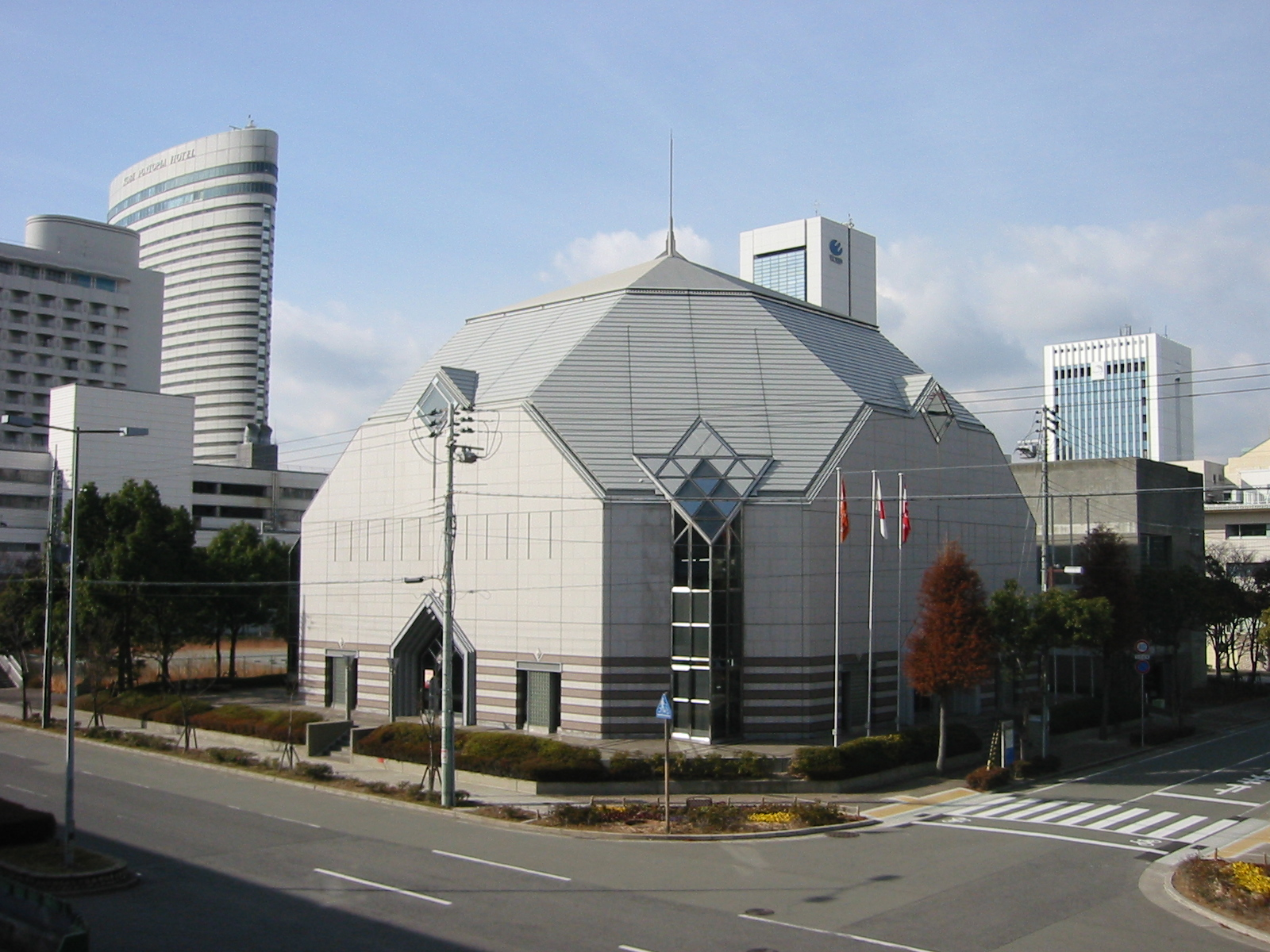
UCCコーヒー博物館はもともと神戸ポートアイランド博覧会のパビリオン「UCCコーヒー館」だった。

### 町名の由来
港島中町という町名に含まれている「港島」とは、同町のある人工島の「ポートアイランド（Port Island）」という英語で付けられた名前を直訳したものである。

### 沿革
神戸市の沖に浮かぶ人工島ポートアイランドのうちの居住地区である港島中町は、神戸港第四突堤沖の海面を埋め立てて昭和47年（1973年）、新たに起立された町名である。
最初は最北部の一丁目だけが存在し、昭和50年（1975年）に北部の一〜四丁目と南部である八丁目ができ、昭和51年（1976年）に一〜八丁目の全てが成立した。
領域で見ると昭和50・51・53・54年（1975・1976・1978・1979年）にポートアイランドで新たに増えた埋立地を編入している。
当初は神戸市生田区の町名であり、生田区が葺合区と合併した昭和55年（1980年）から神戸市中央区の町名となった。
昭和55年（1980年）、神戸市立港島中学校と神戸市立港島小学校が開校。昭和56年（1981年）には新交通システム・ポートライナーが開業。同年神戸市環境保健研究所、神戸市立中央市民病院が地内に移転、神戸市立看護短大が開校し、神戸国際交流会館、神戸国際展示場、神戸貿易促進センター、神戸ポートピアランドなどが開設された。さらにこの年に開催された神戸ポートアイランド博覧会（ポートピア'81）ではここが主会場となった。
博覧会の会場跡地のうち六〜七丁目の一帯は「ファッションタウン」としてワールドや田崎真珠などのファッション関連企業などへ分譲され、昭和63年（1988年）には最多の41社が集積した。しかし、バブル経済崩壊後の不況などの影響で本社移転や統廃合が進んで次第に減少していき、ファッションタウン周辺は空きビルの増加や飲食店の減少、建物の老朽化などが目立っている。かつてファッションタウンに本社を構えていた企業にはコスモポリタン製菓やキムラタンなどがある。ファッションタウンのうち六丁目の一角には「エキゾチックタウン」という名の飲食・ショッピング・レジャー施設もかつて存在した。
神戸ポートピアランドは開園から25年後の平成18年（2006年）に閉園となり、跡地へは大型家具店のイケアが進出している。
神戸市立中央市民病院は平成19年（2007年）に神戸市立医療センター中央市民病院と改称し、平成23年（2011年）に港島南町へと移転していった。移転後に残された建物はポートアイランド病院として引き続き利用されている。

## 統計
- 平成22年（2010年）の世帯数6,471・人口14,364[1]。
- 昭和60年（1985年）の世帯数4,795・人口14,212[4]。

## 出身・ゆかりのある人物
- 粟原富夫（政治家） - 神戸市会議員（新社会党）[19]

自宅が港島中町3丁目にある。